# Zvučni palatalni ploziv
Zvučni palatalni ploziv suglasnik je koji postoji u nekim jezicima, a u međunarodnoj fonetskoj abecedi za njega se koristi simbolom [ɟ]. Tim se simbolom ponekad koristi i za označavanje zvučne postalveolarne afrikate.
Glas ne postoji u hrvatskome standardnom jeziku, a pojavljuje se u jezicima poput nekih dijalekata arapskog, baskijskom, mađarskom, latvijskom i drugim.
Postoji i postpalatalna inačica koja se izgovara dublje od uobičajena palatalnoga glasa, ali ne toliko stražnje koliko uobičajen velarni suglasnik. Pojavljuje se, primjerice, u talijanskome u riječima poput ghianda [ˈɡ̟jän̪ːd̪ä] gdje je alofon glasa /g/.
Karakteristike su:
- po načinu tvorbe jest ploziv
- po mjestu tvorbe jest palatalni suglasnik
- po zvučnosti jest zvučan.